# Амършам
Амършам (на английски: Amersham) е град в югоизточната част на област (графство) Бъкингамшър, регион Югоизточна Англия. Той е административен център на община Чилтърн. Населението на града към 2001 година е 21 470 жители.
Исторически и градоустройствено, Амършам е разделен на две части. В югозападния край, сравнително отцепен, е разположен т.нар. „Стар град“ или „Стар Амършам“, където се намират емблематичните за селището сгради на средновековната църква „Св. Дева Мария“ и старото пазарище. Втората, значително по-голяма част, се развива бурно по съседния хълм в края на 19-и и началото на 20 век, около изградената гара по железопътната линия наречена „Метрополитън Лайн“, която е част от старото Лондонско метро.

## География
Амършам е разположен в района на хълмистата местност „Чилтърн Хилс“, обявена за природен парк и даваща името на местната община. На около 7 километра югоизточно преминава Автомагистрала М25, която представлява най-външния околовръстен път на метрополиса Голям Лондон. Централните части на Лондонското Сити са разположени на около 35 километра в същата посока.
В непосредствена близост, северно от Амършам, е разположен Чесъм, който е вторият от двата града в общината. В югоизточно направление, Амършам се слива със селището Литъл Чалфонт. Трите населени места образуват обща, сливаща се урбанизирана територия с близо 50 000 жители.

## Население
Изменение на населението на града през последните двеста години 1801 – 2001 година:
| година    | 1801 | 1851 | 1901 | 1951   | 1991   | 2001   |
| --------- | ---- | ---- | ---- | ------ | ------ | ------ |
| население | 2314 | 3662 | 3209 | 10 894 | 17 629 | 21 470 |